# Lijst van Franse ministers van Overzeese Gebiedsdelen
Dit is een lijst van Franse ministers van Overzeese Gebiedsdelen.

## Ministers van Overzeese Gebiedsdelen (1986–heden)
| Minister van Overzeese Gebiedsdelen          | Minister van Overzeese Gebiedsdelen          | Minister van Overzeese Gebiedsdelen          | Ambtstermijn         | Ambtstermijn     | Partij(en)   | Premier(s)                        | Kabinet(en)                                                                                           | Overige functie(s)                                                                                    |
| -------------------------------------------- | -------------------------------------------- | -------------------------------------------- | -------------------- | ---------------- | ------------ | --------------------------------- | --- | --- |
|                                              | Bernard Pons                                 | Bernard Pons (1926–2022)                     | 20 maart 1986        | 10 mei 1988      | RPR          | Jacques Chirac (1986–1988)        | Chirac II                                                                                             | |
|                                              | Louis Le Pensec                              | Louis Le Pensec (1937)                       | 10 mei 1988          | 29 maart 1993    | PS           | Michel Rocard (1988–1991)         | Rocard I                                                                                              | |
| Rocard II                                    | Louis Le Pensec                              | Louis Le Pensec (1937)                       | 10 mei 1988          | 29 maart 1993    | PS           | Michel Rocard (1988–1991)         | | |
| Édith Cresson (1991–1992)                    | Louis Le Pensec                              | Louis Le Pensec (1937)                       | 10 mei 1988          | 29 maart 1993    | PS           | Cresson                           | | |
| Pierre Bérégovoy (1992–1993)                 | Louis Le Pensec                              | Louis Le Pensec (1937)                       | 10 mei 1988          | 29 maart 1993    | PS           | Bérégovoy                         | | |
|                                              | Dominique Perben                             | Dominique Perben (1945)                      | 29 maart 1993        | 17 mei 1995      | RPR          | Édouard Balladur (1993–1995)      | Balladur                                                                                              | |
|                                              | Jean-Jacques de Peretti                      | Jean- Jacques de Peretti (1946)              | 17 mei 1995          | 3 juni 1997      | RPR          | Alain Juppé (1995–1997)           | Juppé I                                                                                               | |
| Juppé II                                     | Jean-Jacques de Peretti                      | Jean- Jacques de Peretti (1946)              | 17 mei 1995          | 3 juni 1997      | RPR          | Alain Juppé (1995–1997)           | | |
| Staatssecretaris voor Overzeese Gebiedsdelen | Staatssecretaris voor Overzeese Gebiedsdelen | Staatssecretaris voor Overzeese Gebiedsdelen | Ambtstermijn         | Ambtstermijn     | Partij(en)   | Premier(s)                        | Kabinet(en)                                                                                           | Overige functie(s)                                                                                    |
|                                              | Jean-Jack Queyranne                          | Jean-Jack Queyranne (1945)                   | 3 juni 1997          | 30 augustus 2000 | PS           | Lionel Jospin (1997–2002)         | Jospin                                                                                                | |
|                                              | Christian Paul                               | Christian Paul (1960)                        | 30 augustus 2000     | 6 mei 2002       | PS           | Lionel Jospin (1997–2002)         | Jospin                                                                                                | |
| Minister van Overzeese Gebiedsdelen          | Minister van Overzeese Gebiedsdelen          | Minister van Overzeese Gebiedsdelen          | Ambtstermijn         | Ambtstermijn     | Partij(en)   | Premier(s)                        | Kabinet(en)                                                                                           | Overige functie(s)                                                                                    |
|                                              | Brigitte Girardin                            | Brigitte Girardin (1953)                     | 6 mei 2002           | 31 mei 2005      | PRP (2002)   | Jean-Pierre Raffarin (2002–2005)  | Raffarin I                                                                                            | |
| UMP (2002–05)                                | Brigitte Girardin                            | Brigitte Girardin (1953)                     | 6 mei 2002           | 31 mei 2005      | Raffarin II  | Jean-Pierre Raffarin (2002–2005)  | | |
| UMP (2002–05)                                | Brigitte Girardin                            | Brigitte Girardin (1953)                     | 6 mei 2002           | 31 mei 2005      | Raffarin III | Jean-Pierre Raffarin (2002–2005)  | | |
|                                              | François Baroin                              | François Baroin (1965)                       | 31 mei 2005          | 27 maart 2007    | UMP          | Dominique de Villepin (2005–2007) | de Villepin                                                                                           | |
|                                              | Hervé Mariton                                | Hervé Mariton (1958)                         | 27 maart 2007        | 16 mei 2007      | UMP          | Dominique de Villepin (2005–2007) | de Villepin                                                                                           | |
|                                              | Michele Alliot-Marie                         | Michele Alliot-Marie (1946)                  | 16 mei 2007          | 23 juni 2009     | UMP          | François Fillon (2007–2012)       | Fillon I                                                                                              | Minister van Binnenlandse Zaken / Minister van Ruimtelijke Ordening                                   |
| Fillon II                                    | Michele Alliot-Marie                         | Michele Alliot-Marie (1946)                  | 16 mei 2007          | 23 juni 2009     | UMP          | François Fillon (2007–2012)       | | Minister van Binnenlandse Zaken / Minister van Ruimtelijke Ordening                                   |
|                                              | Brice Hortefeux                              | Brice Hortefeux (1958)                       | 23 juni 2009         | 27 februari 2011 | UMP          | François Fillon (2007–2012)       | Minister van Binnenlandse Zaken / Minister voor Lokale Zaken                                          | |
| Fillon III                                   | Brice Hortefeux                              | Brice Hortefeux (1958)                       | 23 juni 2009         | 27 februari 2011 | UMP          | François Fillon (2007–2012)       | Minister van Binnenlandse Zaken / Minister voor Lokale Zaken / Minister voor Immigratie en Integratie | |
| Fillon III                                   |                                              | Claude Guéant                                | Claude Guéant (1945) | 27 februari 2011 | 15 mei 2012  | François Fillon (2007–2012)       | UMP                                                                                                   | Minister van Binnenlandse Zaken / Minister voor Lokale Zaken / Minister voor Immigratie en Integratie |
|                                              | Victorin Lurel                               | Victorin Lurel (1951)                        | 15 mei 2012          | 31 maart 2014    | PS           | Jean-Marc Ayrault (2012–2014)     | Ayrault I                                                                                             | |
| Ayrault II                                   | Victorin Lurel                               | Victorin Lurel (1951)                        | 15 mei 2012          | 31 maart 2014    | PS           | Jean-Marc Ayrault (2012–2014)     | | |
|                                              | George Pau-Langevin                          | George Pau- Langevin (1948)                  | 31 maart 2014        | 30 augustus 2016 | PS           | Manuel Valls (2014–2016)          | Valls I                                                                                               | |
| Valls II                                     | George Pau-Langevin                          | George Pau- Langevin (1948)                  | 31 maart 2014        | 30 augustus 2016 | PS           | Manuel Valls (2014–2016)          | | |
|                                              | Ericka Bareigts                              | Ericka Bareigts (1967)                       | 30 augustus 2016     | 14 mei 2017      | PS           | Manuel Valls (2014–2016)          | | |
| Bernard Cazeneuve (2016–2017)                | Ericka Bareigts                              | Ericka Bareigts (1967)                       | 30 augustus 2016     | 14 mei 2017      | PS           | Cazeneuve                         | | |
|                                              | Annick Girardin                              | Annick Girardin (1964)                       | 14 mei 2017          | 3 juli 2020      | PRG (2017)   | Édouard Philippe (2017–2020)      | Philippe I                                                                                            | |
| Philippe II                                  | Annick Girardin                              | Annick Girardin (1964)                       | 14 mei 2017          | 3 juli 2020      | PRG (2017)   | Édouard Philippe (2017–2020)      | | |
|                                              | Annick Girardin                              | Annick Girardin (1964)                       | 14 mei 2017          | 3 juli 2020      | MR (2017–20) | Édouard Philippe (2017–2020)      | | |
|                                              | Sébastien Lecornu                            | Sébastien Lecornu (1986)                     | 3 juli 2020          | 20 mei 2020      | LREM         | Jean Castex (2020–2022)           | Castex                                                                                                | |
|                                              | Yaël Braun-Pivet                             | Yaël Braun-Pivet (1970)                      | 20 mei 2022          | 4 juli 2022      | LREM         | Élisabeth Borne (2022–2024)       | Borne I                                                                                               | |
|                                              | Gérald Darmanin                              | Gérald Darmanin (1982)                       | 4 juli 2022          | heden            | LREM         | Élisabeth Borne (2022–2024)       | Borne II                                                                                              | Minister van Binnenlandse Zaken                                                                       |
| Gabriel Attal (2024–heden)                   | Gérald Darmanin                              | Gérald Darmanin (1982)                       | 4 juli 2022          | heden            | LREM         | Attal                             | | Minister van Binnenlandse Zaken                                                                       |